# Бандар
Бандар (бенг. বন্দর, англ. Bandar) — город в центральной части Бангладеш, административный центр одноимённого подокруга. Площадь города равна 10,37 км². По данным переписи 2001 года, в городе проживало 74 465 человек, из которых мужчины составляли 54,13 %, женщины — соответственно 45,87 %.